# Белмонт-Естейтс (Вірджинія)
Белмонт-Естейтс (англ. Belmont Estates) — переписна місцевість (CDP) в США, в окрузі Рокінгем штату Вірджинія. Населення — 1263 особи (2010).

## Географія
Белмонт-Естейтс розташований за координатами 38°26′47″ пн. ш. 78°55′22″ зх. д. / 38.44639° пн. ш. 78.92278° зх. д. (38.446449, -78.922783).  За даними Бюро перепису населення США в 2010 році переписна місцевість мала площу 1,72 км², уся площа — суходіл.

## Демографія
Згідно з переписом 2010 року, у переписній місцевості мешкали 1263 особи в 494 домогосподарствах у складі 409 родин. Густота населення становила 734 особи/км².  Було 507 помешкань (295/км²).
Расовий склад населення:
| - 97,4 % — білих - 0,8 % — чорних або афроамериканців - 0,5 % — азіатів |

До двох чи більше рас належало 1,0 %. Частка іспаномовних становила 2,3 % від усіх жителів.
За віковим діапазоном населення розподілялося таким чином: 22,1 % — особи молодші 18 років, 54,1 % — особи у віці 18—64 років, 23,8 % — особи у віці 65 років та старші. Медіана віку мешканця становила 50,0 року. На 100 осіб жіночої статі у переписній місцевості припадало 94,0 чоловіків;  на 100 жінок у віці від 18 років та старших — 92,2 чоловіків також старших 18 років.
Середній дохід на одне домашнє господарство  становив 107 182 долари США (медіана — 103 036), а середній дохід на одну сім'ю — 133 614 долари (медіана — 149 233). За межею бідності перебувало 1,9 % осіб, у тому числі 0,0 % дітей у віці до 18 років та 6,3 % осіб у віці 65 років та старших.
Цивільне працевлаштоване населення становило 678 осіб. Основні галузі зайнятості: освіта, охорона здоров'я та соціальна допомога — 32,6 %, фінанси, страхування та нерухомість — 17,4 %, науковці, спеціалісти, менеджери — 13,4 %, роздрібна торгівля — 10,6 %.